# Svetlana Ortiqova
 (novembre 2023).
Svetlana Baymirzaevna Ortiqova, née le 1er janvier 1962 dans le district d'Uchkurgan, dans la province de Namangan, est une avocate et femme politique ouzbèke. Elle est sénatrice (2010, 2015) et vice-présidente du Sénat. Depuis le 7 novembre 2019, elle est vice-procureure générale de la République d'Ouzbékistan.

## Biographie
Svetlana Ortiqova naît le 1er janvier 1962 dans le district d'Uchkurgan de la région de Namangan,,. En 1987, elle obtient son diplôme de la Faculté de droit de l'Université d'État de Tachkent,. À différentes périodes, elle travaille en tant qu'inspectrice au bureau du procureur interdistrict d'Uchkurgan dans la région de Namangan (1980-1988) ; assistante principale du procureur de la ville de Namangan (1988-1990) ; procureure chargée de la surveillance générale au bureau du procureur général de l'Ouzbékistan (1993-1996) ; procureure principale du Département de coordination des lois et de la propagande juridique au bureau du procureur général de l'Ouzbékistan (1998-1999) et chef du Département de propagande juridique de la législation au bureau du procureur général de l'Ouzbékistan.
Le 22 janvier 2010, par décret du président de l'Ouzbékistan, Svetlana Ortiqova est nommée membre du Sénat de l'Oliy Majlis lors de la deuxième conférence et devient la présidente de la Commission du Sénat sur la législation et les questions judiciaires-légales. Depuis 2014, elle occupe le poste de vice-présidente de la Commission électorale centrale de l'Ouzbékistan.
Le 20 janvier 2015, par décret du Président de l'Ouzbékistan, Svetlana Ortiqova est une fois de plus nommée sénatrice. Le 22 janvier 2015, elle est élue par vote secret au poste de vice-présidente du Sénat,. Depuis 2019, elle est procureure générale adjointe de la république d'Ouzbékistan.

## Récompenses
- Ordre de « Mekhnat Shukhrati » (2006)[10]